# Ecotec
Ecotec (торговая марка ECOTEC, сокращение от 'Emissions Control Optimization TEChnology') принадлежит корпорации General Motors (GM) и относится к серии технологий экологических стандартов, которые были осуществлены в целом ряде двигателей GM. ECOTEC может относиться к дизельным и бензиновым двигателям внутреннего сгорания, производимых General Motors:
- Ecotec Family 0 — четырёхцилиндровый двигатель DOHC.

- Ecotec Family 1 — SOHC/DOHC двигатели Adam Opel AG, GM Korea и GM Brasil.

- Ecotec Family II — SOHC/DOHC двигатели Adam Opel AG, Holden и GM Brasil.

- Ecotec L850 — DOHC двигатели Adam Opel AG, GM Powertrain US и Saab.

- Ecotec V6 — версия Series II 3800 V6 двигателей, выпущенные Holden Engine Company между 1995 и 2004 годами.

- CDTI (Common Rail Diesel Turbo Intercooled) Ecotec — дизельные двигатели системы common rail для автомобилей Opel/Vauxhall.

- VCDi Ecotec — дизельные двигатели системы common rail для автомобилей Chevrolet и Holden, изготовленные в GM Korea (и лицензированные в VM Motori RA 420 SOHC и Family Z).

- DTI (Diesel Turbo Intercooled) Ecotec — дизельные двигатели для автомобилей Opel/Vauxhall и Isuzu

- SIDI (Spark Ignition Direct Injection) Ecotec — бензиновые двигатели изготовленные для Adam Opel AG

- Ecotec3 — это имя используется General Motors для двигателей V6 — 4.3L и V8 — 5,3 или 6,2 литра.

Двигатели семейства Ecotec были разработаны на базе лаборатории фирмы Lotus, известной своими достижениями в автоспорте. В моделях может присутствовать система изменения геометрии впускного коллектора (англ. Variable Intake System, VIS ), или система Twinport — изменения сечения канала впускного коллектора.
В обновлении линейки двигателей Ecotec, наблюдается спокойная модернизация. Так например, двигатели 1.8 литра: X18XE, Z18XE, Z18XEL, Z18XER, Z18XEQ A18XER, обладают одним диаметром цилиндров (80.5 мм), единым расстоянием между ними (86 мм), одинаковой высотой блока, одинаковым ходом поршня (88.2 мм), единой степенью сжатия (10,5 кГс/см2) и множеством других общих параметров и узлов, что упрощает массовое производство.
В направлении модернизаций отмечаются следующие основные изменения:
— повышение мощности и максимального крутящего момента, при увеличенной частоте вращения, с сохранением её максимального значения;
— повышение экологического стандарта;
— отказ от системы электронного управления рециркуляции выхлопных газов EGR;
— внедрение устройств фазирования распределительных валов;
— переход от обычного распределённого впрыска к непосредственному.
В таблице представлена модификации двигателей 1.8 литра Ecotec Family 1 с единым объёмом, рабочим ходом и степенью сжатия.
| Параметры                                         | X18XE1                      | Z18XE                       | Z18XEL                      | Z18XER                       | Z18XEQ                           | A18XER                       |
| ------------------------------------------------- | --------------------------- | --------------------------- | --------------------------- | ---------------------------- | -------------------------------- | ---------------------------- |
| Рабочий объём цилиндров, [см3]:                   | 1796 см3                    | 1796 см3                    | 1796 см3                    | 1796 см3                     | 1796 см3                         | 1796 см3                     |
| Номинальная мощность двигателя, [кВт], [лс]:      | 85кВт/116лс при 5400 об/мин | 92кВт/125лс при 6000 об/мин | 81кВт/110лс при 5600 об/мин | 103кВт/140лс при 6300 об/мин | 103кВт/140лс при 6300 при об/мин | 103кВт/140лс при 6300 об/мин |
| Максимальный крутящий момент, [Н*м]:              | 170 Н*м при 3400 об/мин     | 170 Н*м при 3800 об/мин     | 167 Н*м при 3800 об/мин     | 175 Н*м при 3800 об/мин      | 175 Н*м при 3800 об/мин          | 175 Н*м при 3800 об/мин      |
| Диаметр цилиндра, мм:                             | 80.5                        | 80.5                        | 80.5                        | 80.5                         | 80.5                             | 80.5                         |
| Ход поршня, мм:                                   | 88.2                        | 88.2                        | 88.2                        | 88.2                         | 88.2                             | 88.2                         |
| Межцилиндровое расстояние, мм:                    | 86                          | 86                          | 86                          | 86                           | 86                               | 86                           |
| Степень сжатия, кГс/см2:                          | 10.5:1                      | 10.5:1                      | 10.5:1                      | 10.5:1                       | 10.5:1                           | 10.5:1                       |
| Даты выпуска:                                     | 1998-2000                   | 2001-2009                   | 2001-2002                   | 2006-2009                    |                                  | 2008-2015                    |
| Экологический стандарт:                           | Euro-2                      | Euro-4                      | Euro-4                      | Euro-4                       | Euro-4                           | Euro-5                       |
| Система подачи топлива:                           | MPI                         | MPI                         | MPI                         | MPI                          | MPI                              | MPI                          |
| Система управления:                               | Simtec-56.5/70              | Simtec-71/71.1              | Simtec-75.1                 | Simtec-75.1/75.5             | Simtec-75.1/75.3                 | Simtec-75.1/75.3             |
| Система рециркуляции отработанных газов:          | EGR                         | + -                         | -                           | -                            | -                                | -                            |
| Система изменения геометрии впускного коллектора: | VIS                         | VIS                         | VIS                         | VIS                          | VIS                              | VIS                          |
| Система изменения фаз газораспределения:          | -                           | -                           | -                           | CVCP впуск/выпуск            | CVCP впуск/выпуск                | CVCP впуск/выпуск            |
| Наличие гидрокомпенсаторов:                       | +                           | +                           | +                           | -                            |                                  | -                            |
| Октановое число бензина (RON):                    | 95 (91-98)                  | 95(91-98)                   | 95 (91-98)                  | 95 (91-98)                   | 95 (91-98)                       | 95 (91-98)                   |
| Качество моторного масла:                         | ACEA-A2-96 ACEA-A3-96       | ACEA-A3 GM-LL-A-025         | ACEA-A3                     | dexos2 GM-LL-A-025 ACEA-A3   |                                  | dexos2 GM-LL-A-025 ACEA-A3   |
| Класс вязкости масла (SAE):                       | 0W-40..5W-50                | 0W-40..5W-50                | 0W-40..5W-40                | 0W-40..5W-40                 |                                  | 0W-40..5W-40                 |
| Расход масла [л/1000 км]:                         | 0,6                         | 0,6                         | 0,6                         | 0,6                          | 0,6                              | 0,6                          |
| Интервал замены моторного масла для России:       | 1 год / 15000 км            | 1 год / 15000 км            | 1 год / 15000 км            | 1 год / 15000 км             |                                  | 1 год / 15000 км             |
| Ресурс двигателя:                                 |                             |                             |                             |                              |                                  |                              |

Применение:
- 1998—2000: Двигатель X18XE1 -> Siemens Simtec 70 -> Opel Astra G, Opel Vectra B, Opel Zafira A.
- 2001—2009: Двигатель Z18XE -> Siemens Simtec 71/71.1-> Astra G,Astra H,Opel Corsa C,Opel Meriva A,Opel Tigra B,Vectra B,Vectra C,Opel Signum,Zafira A.
- 2001—2002: Двигатель Z18XEL -> Siemens Simtec-75.1 -> Opel Astra G, Signum, Vectra C, Opel Vectra B
- 2006—2009: Двигатель Z18XER -> Siemens Simtec 75.1/75.5 -> Opel Astra H,Vectra C/Signum,Zafira B.
- 2008—2015: Двигатель A18XER -> Simtec-75.1/75.3 -> Opel Astra H калинградской сборки, Opel Astra J питерской сборки, Opel Mokka, Opel Insignia.